# كوستا ديل إستي

موقع القرية في محافظة بوينس أيرس

كوستا ديل إستي (بالإسبانية: Costa del Este) مدينة في محافظة بوينس أيرس ، الأرجنتين. في إحصاء 2001 كان عدد نسمتها 6.916. هي قرية سياحية استجمامية.